# جيه إس سيتوغيري
 جيه إس سيتوغيري المدمرة من فئة أساجيري تابعة لقوات الدفاع الذاتي البحرية اليابانية.

## التطوير والتصميم
تم تجهيز فئة أساجيري لمهام القتال والاعتراض، وهي مسلحة في المقام الأول بأسلحة مضادة للسفن. تحمل اثنتين من أنظمة إطلاق الصواريخ الموجهة إم كي 141، وهي أنظمة صواريخ مضادة للسفن. كما تم تجهيز السفن لاستخدامها ضد الغواصات. كما تحمل أنابيب طوربيد إم كي 32، والتي يمكن استخدامها كسلاح مضاد للغواصات. تحتوي السفن على نظامين من هذه الأنظمة في اتجاه اليمين واليسار. كما تم تجهيزها بمدفع أوتو ميلارا عيار 62 لاستخدامه ضد الأهداف البحرية والجوية. 
يبلغ طولها 137 مترًا (449 قدمًا و6 بوصات). يبلغ مدى السفينة 8000 ميل بحري (15000 كم؛ 9200 ميل) بسرعة 14 عقدة (26 كم/ساعة؛ 16 ميلاً في الساعة) مع سرعة قصوى تبلغ 30 عقدة (56 كم/ساعة؛ 35 ميلاً في الساعة). يمكن أن تحمل السفينة ما يصل إلى 220 فردًا على متنها. السفينة مجهزة أيضًا لاستيعاب طائرة واحدة. يمكن استخدام سطح الطيران الخاص بالسفينة لخدمة طائرة هليكوبتر من طراز سيهوك.

## البناء والمهنية
تم إرسال المدمرة إلى منطقة زلزال شرق اليابان الكبير الذي سببه زلزال توهوكو في المحيط الهادئ في 11 مارس 2011.
في 26 يوليو 2013، أبحرت قبالة سواحل الصومال مع سفينة الحراسة JS Ariake باعتبارها الفيلق السادس عشر لمكافحة القرصنة. شاركت في مهام حتى ديسمبر من نفس العام وعادت إلى أوميناتو في 17 يناير 2014. 
من 19 مارس إلى 27 أبريل 2016، شاركت السفينة في رحلة التدريب في البحر المفتوح (الطيران). في الوقت نفسه، كانت أول سفينة تابعة لقوة الدفاع الذاتي البحرية تتوقف في خليج كام رانه، وهي نقطة استراتيجية في وسط وجنوب فيتنام.
في حوالي الساعة 10:50 مساءً يوم 26 أغسطس 2017، فقدت المروحية الدورية على متن السفينة الاتصال أثناء التدريب الليلي. من بين أفراد الطاقم الأربعة، تم إنقاذ أحد أفراد الطاقم الذكور بعد الحادث، لكن الثلاثة المتبقين، بمن فيهم القبطان، كانوا في عداد المفقودين. نتيجة للبحث، تم العثور على طائرة مقلوبة في قاع البحر على عمق 2600 متر (8500 قدم) ونتيجة لتفريغ الطائرة وفحص الداخل في 27 أكتوبر، تم العثور على شخصين مفقودين. اكتمل البحث دون العثور على عضو الطاقم المتبقي. في 3 ديسمبر 2017، غادرت سيتوجيري من أوميناتو إلى خليج عدن قبالة سواحل الصومال باعتبارها الوحدة السطحية التاسعة والعشرين لمكافحة القرصنة وشاركت في مهام حتى أبريل 2018. 

## المعرض

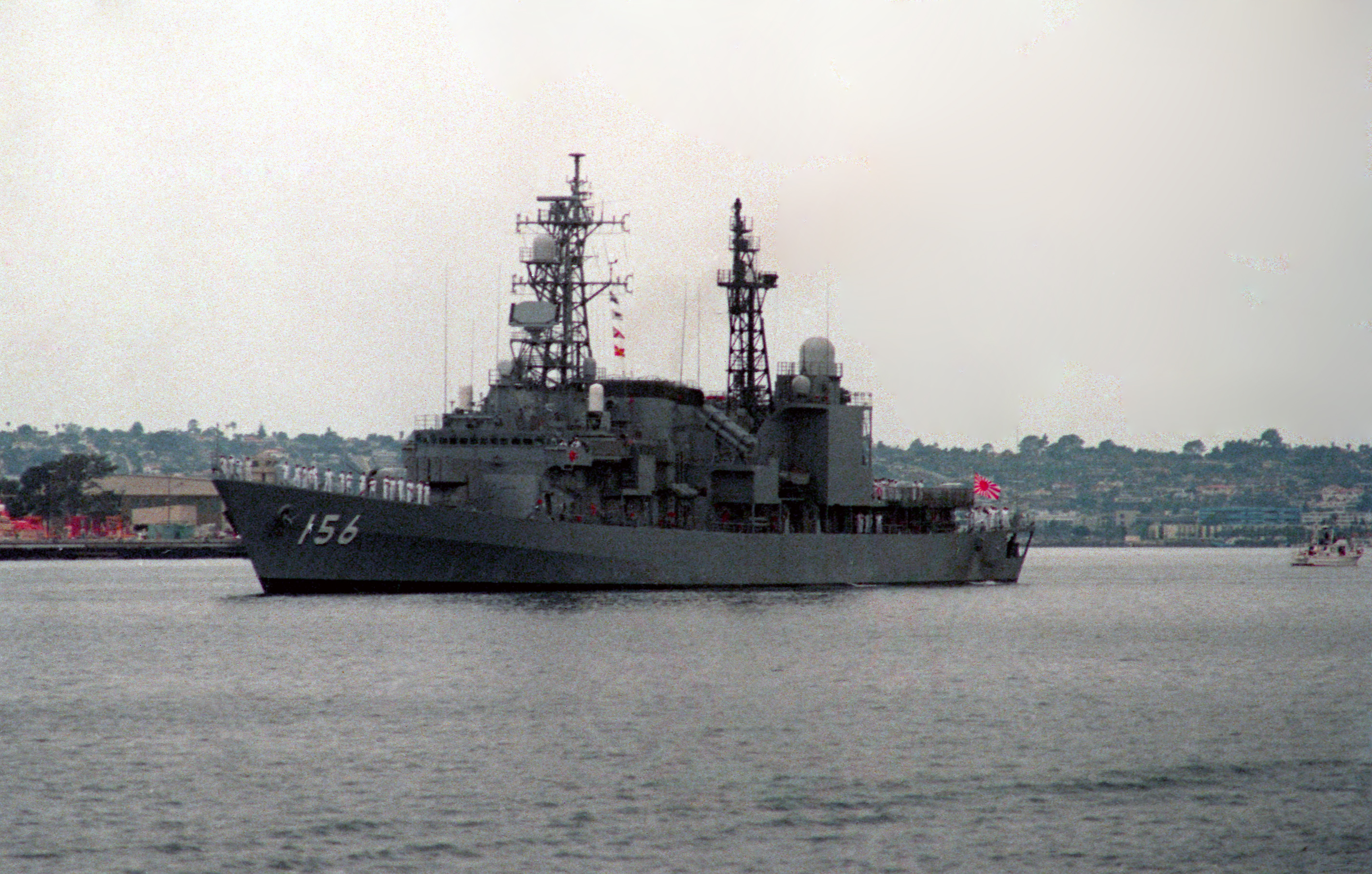
جيه إس سيتوجيري في سان دييغو في الأول من يوليو 1991.
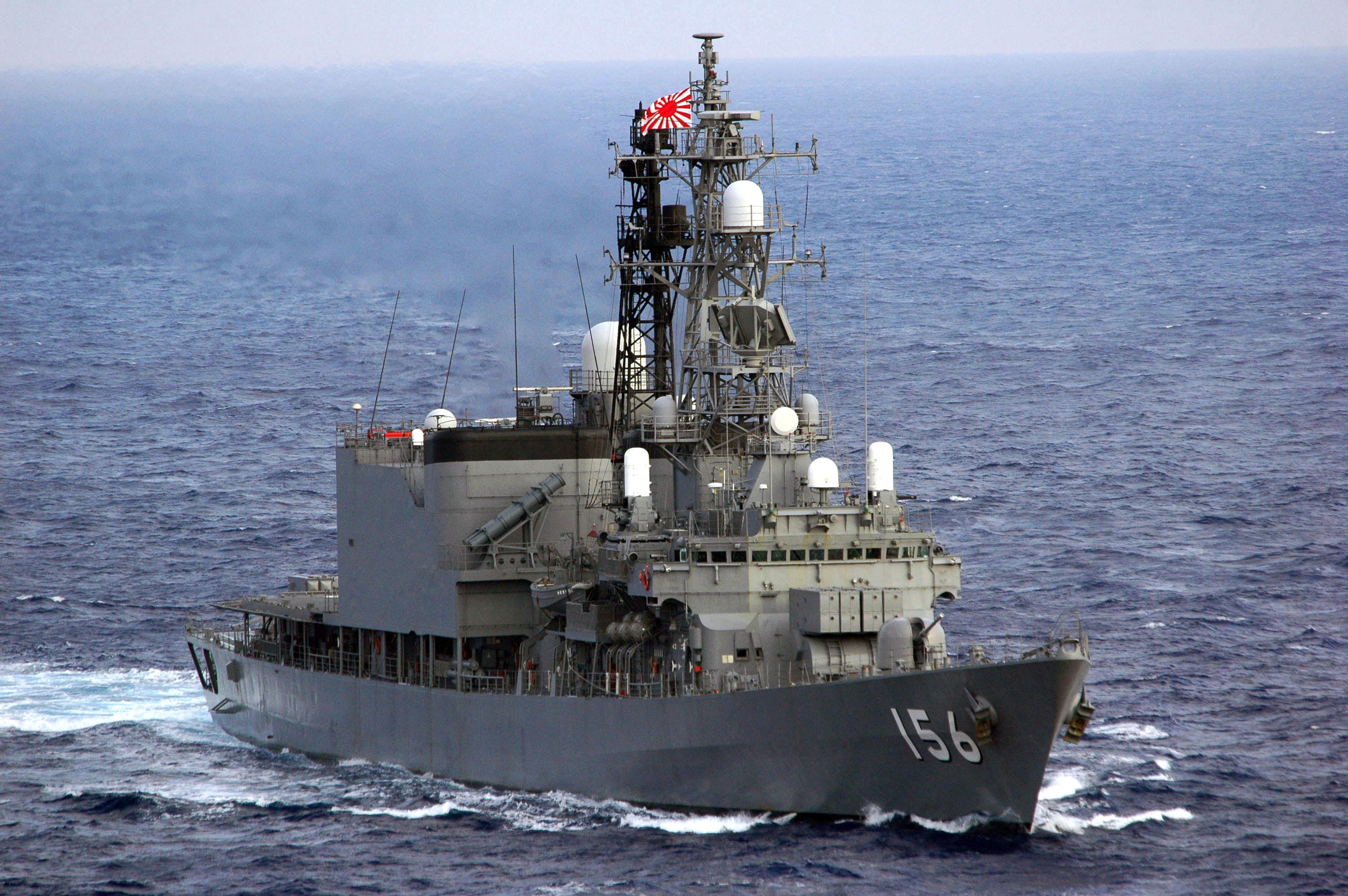
سيتوجيري في 16 نوفمبر 2007.
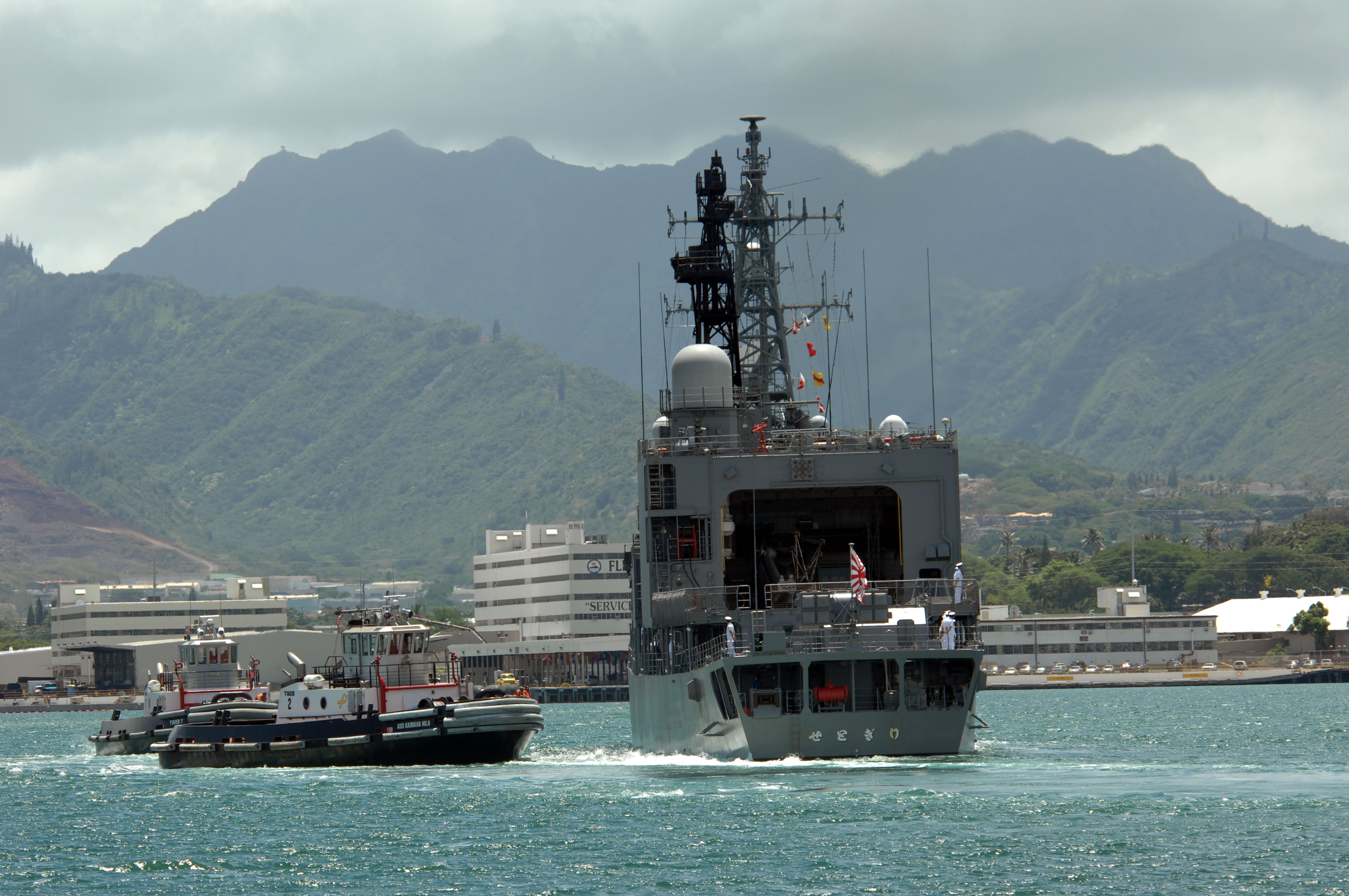
جيه إس سيتوغيري في بيرل هاربور في 26 يونيو 2008.
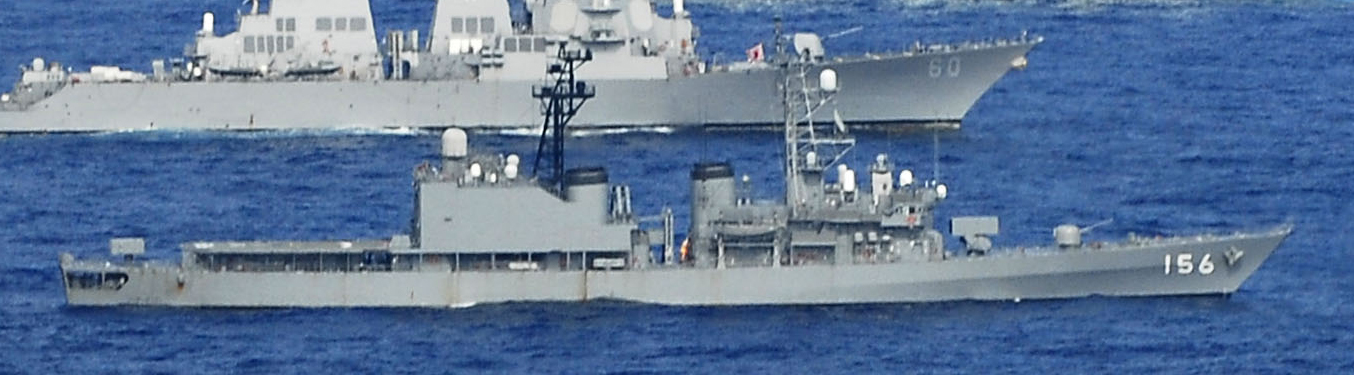
جيه إس سيتوغيري في 2008.
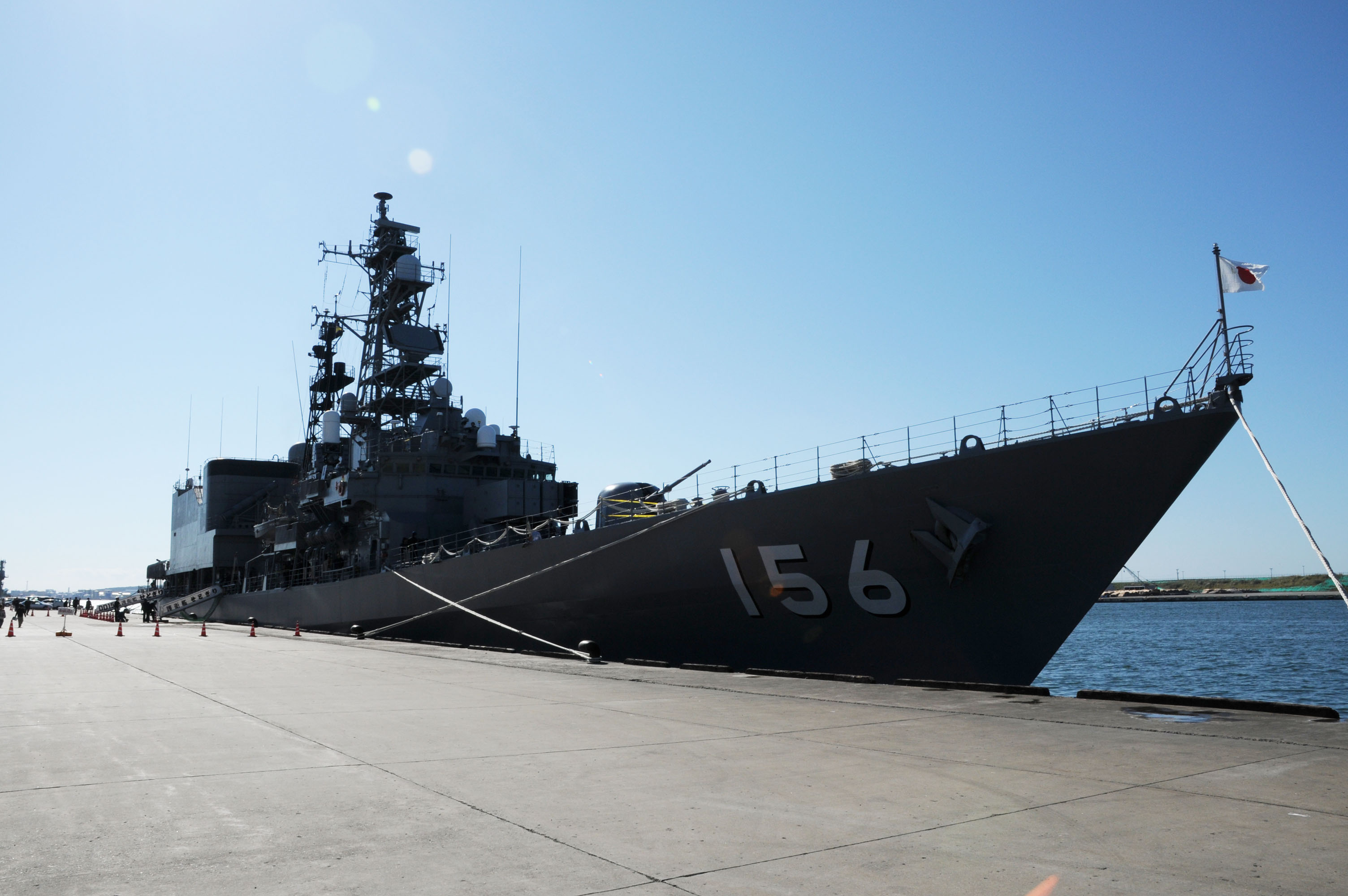
جيه إس سيتوغيري في 2008.
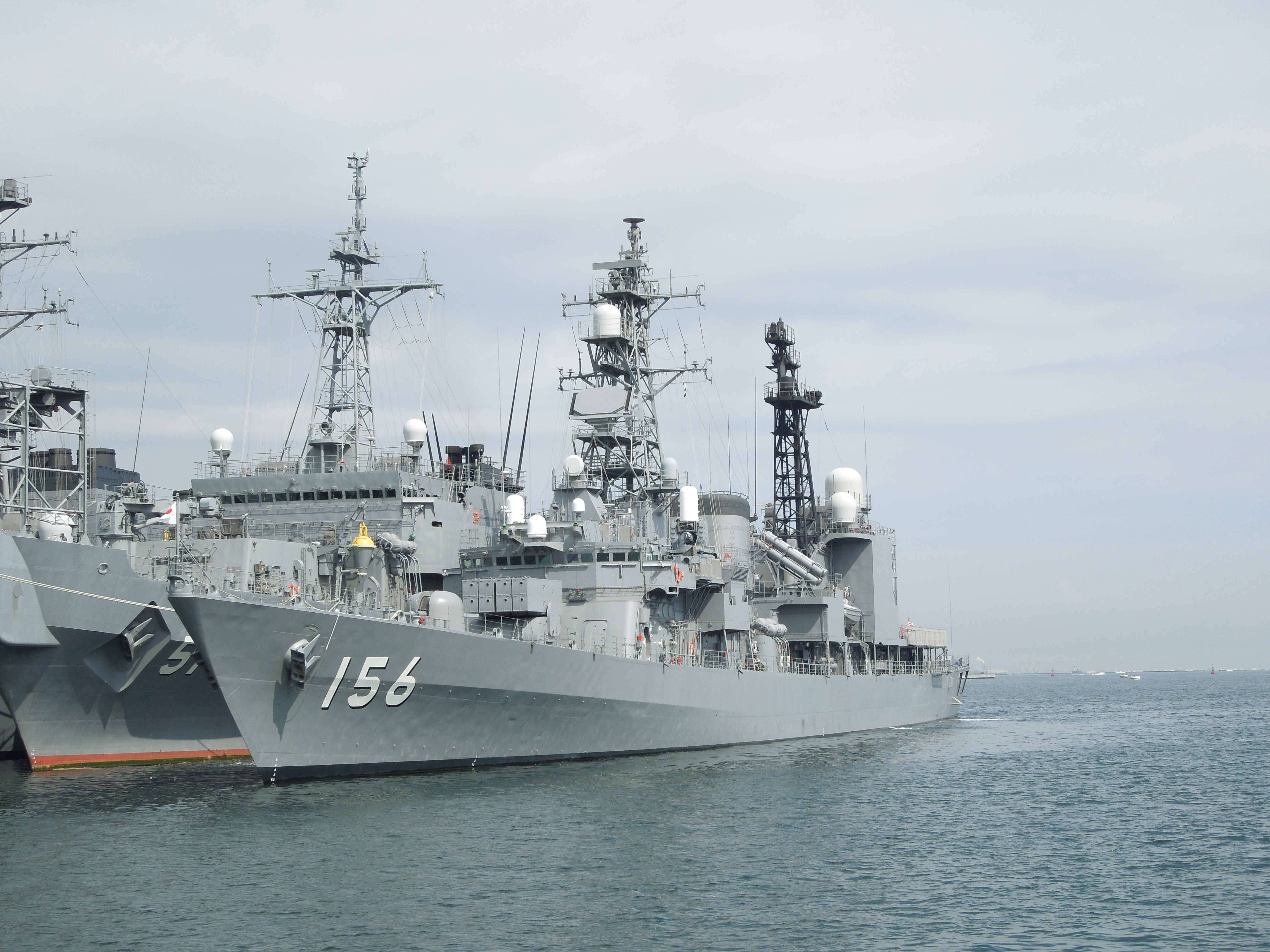
جيه إس سيتوغيري في 2017.
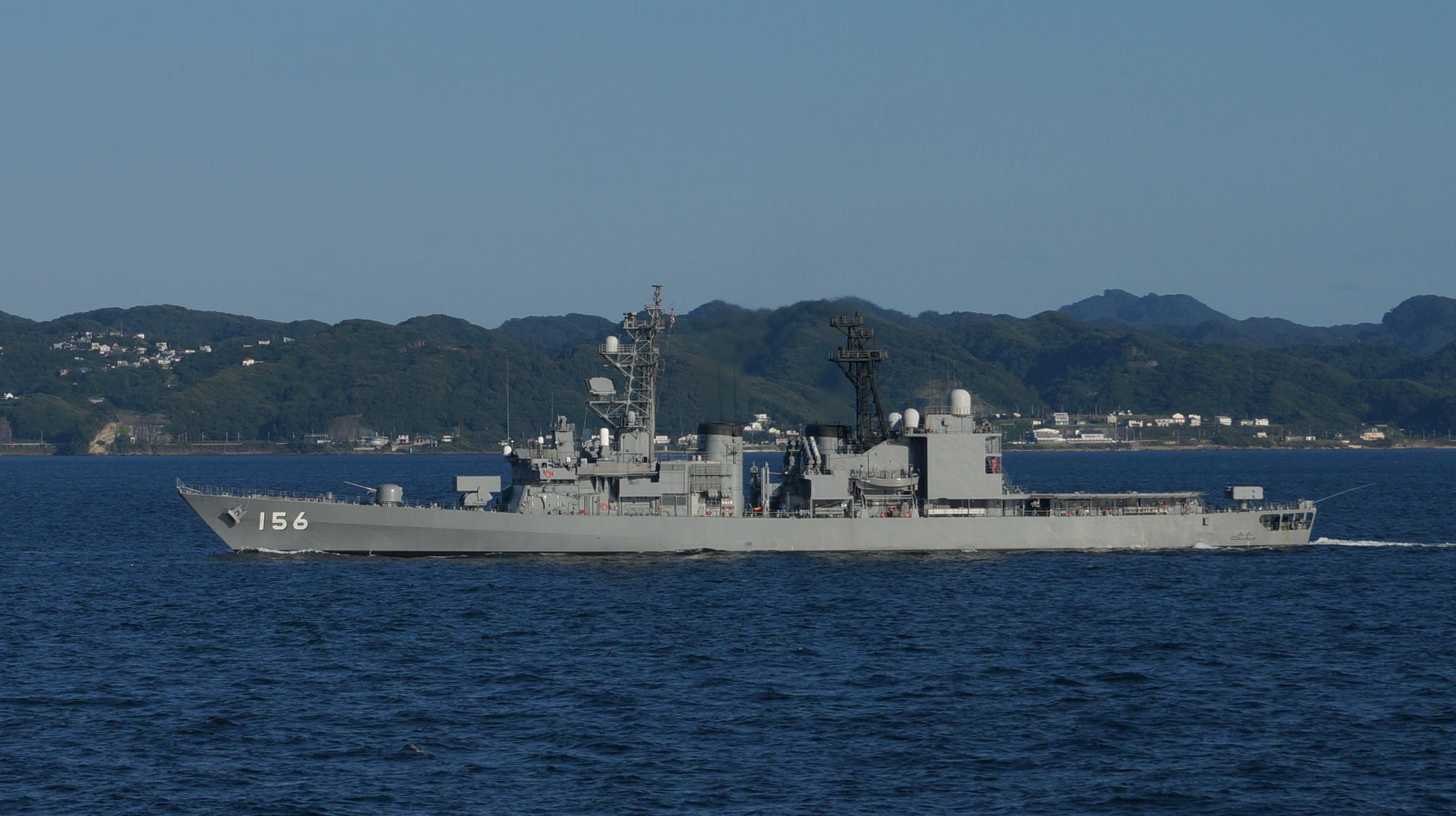
جيه إس سيتوغيري في سبتمبر 2017.
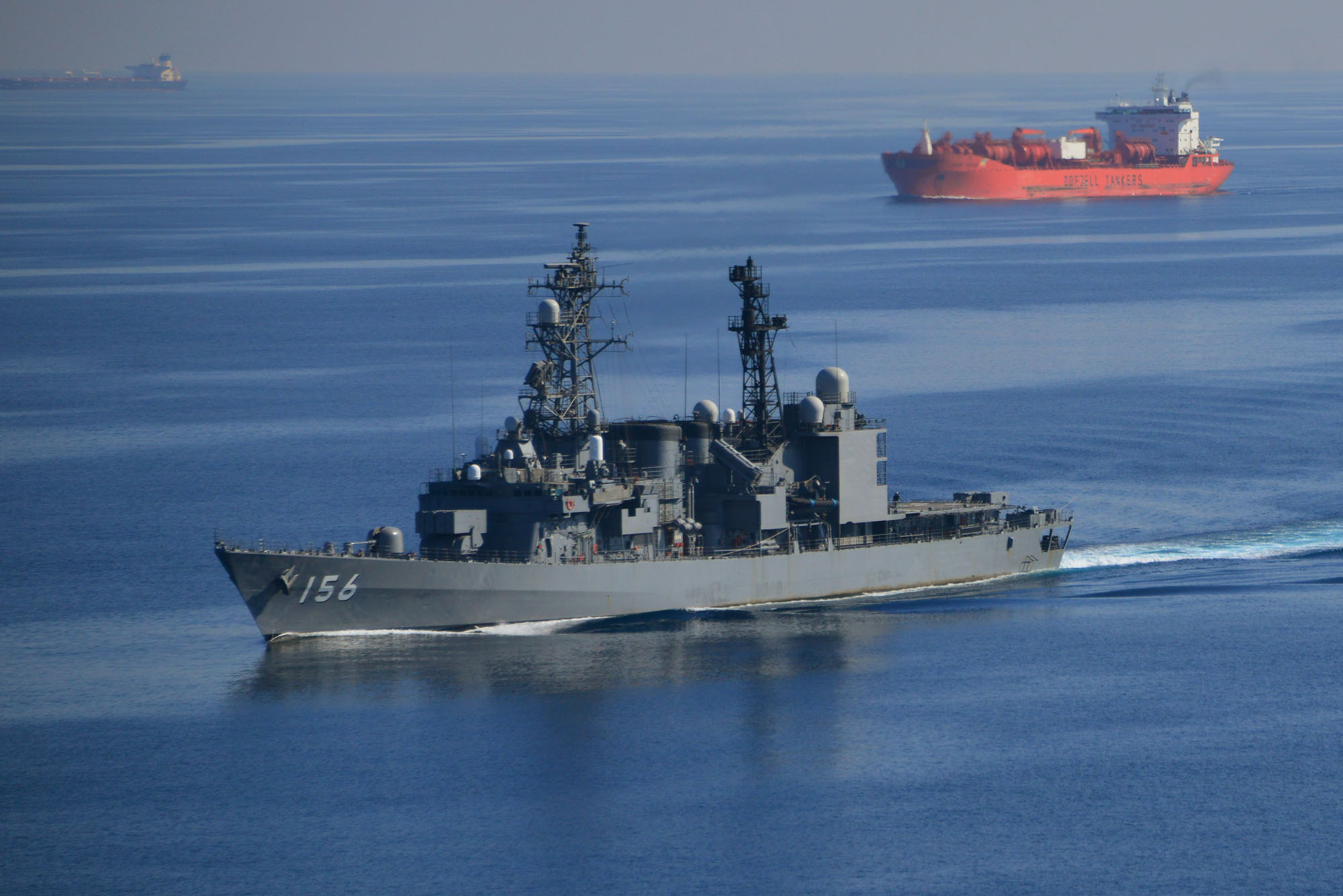
جيه إس سيتوغيري في 2018.